# Joseph Dominick von Lamberg
Joseph Dominick von Lamberg (Stiria, 8 luglio 1680 – Passavia, 30 agosto 1761) è stato un cardinale e vescovo cattolico austriaco.

## Biografia
Joseph Dominick von Lamberg nacque l'8 luglio 1680, nel feudo di famiglia in Stiria, Alta Austria. Era figlio di Franz Joseph von Lamberg e nipote del cardinale Johann Philipp von Lamberg.
Compì i propri studi a Besançon in Francia ed a Siena, terminandoli nel 1694 al Collegio Clementino di Roma.
Dopo essere stato ordinato sacerdote, entrò come canonico nel capitolo di Passavia nel 1699 ove suo zio era vescovo. Qui fece una veloce carriera che da uffiziale lo portò al grado di vicario generale nel novembre del 1703 e di prevosto nel 1704. Divenne quindi canonico del capitolo della cattedrale di Salisburgo nel 1706.
Eletto vescovo di Seckau il 19 novembre 1712, gli venne garantito anche il permesso di essere eletto alla carica di vescovo di Passavia l'11 febbraio 1719, venendo autorizzato dal capitolo della cattedrale il 2 gennaio 1723.
Creato cardinale presbitero nel concistoro del 20 dicembre 1737, non prese parte al conclave del 1740 che elesse papa Benedetto XIV. Ricevette poi la porpora cardinalizia ed il titolo di San Pietro in Montorio il 16 settembre 1740. Non prese parte al conclave del 1758 che elesse papa Clemente XIII.
Morì il 30 agosto 1761 nel palazzo vescovile di Passavia. Le sue spoglie vennero esposte nella cattedrale cittadina e sepolte in seguito nella cripta, nel mausoleo che egli stesso aveva fatto erigere per sé stesso. Il suo cuore si trova invece in un'urna sull'altare maggiore della chiesa di Mariahilf secondo sue disposizioni.

## Genealogia episcopale e successione apostolica
La genealogia episcopale è:
- Cardinale Guillaume d'Estouteville, O.S.B.Clun.
- Papa Sisto IV
- Papa Giulio II
- Cardinale Raffaele Sansone Riario
- Papa Leone X
- Papa Paolo III
- Cardinale Francesco Pisani
- Cardinale Alfonso Gesualdo di Conza
- Papa Clemente VIII
- Cardinale Pietro Aldobrandini
- Cardinale Laudivio Zacchia
- Cardinale Antonio Barberini, O.F.M.Cap.
- Cardinale Marcantonio Franciotti
- Papa Innocenzo XII
- Cardinale Leopold Karl von Kollonitsch
- Cardinale Johann Philipp von Lamberg
- Arcivescovo Franz Anton von Harrach zu Rorau
- Cardinale Joseph Dominick von Lamberg

La successione apostolica è:
- Vescovo Franciscus Aloysius von Lamberg (1726)
- Vescovo Anton Joseph von Lamberg (1733)
- Vescovo Johannes Christoph Ludwig von Kuenburg (1747)
- Vescovo Philipp Wirich Lorenz von Daun zu Sassenheim und Callenborn (1757)

## Ascendenza
|                                          |                                      |                                             | Genitori                                      |  |  | Nonni |  |  | Bisnonni                               |  |  | Trisnonni                       |  |
|                                          |                                      |                                             |                                               |  |  |       |  |  | Georg Sigismund, III barone di Lamberg |  |  | Sigismund, II barone di Lamberg |  |
|                                          |                                      |                                             |                                               |  |  |       |  |  | Georg Sigismund, III barone di Lamberg |  |  | Sigismund, II barone di Lamberg |  |
|                                          |                                      | Siguna Eleonore Fugger                      |                                               |  |  |       |  |  | Georg Sigismund, III barone di Lamberg |  |  |                                 |  |
| Johann Maximilian, I conte di Lamberg    |                                      |                                             |                                               |  |  |       |  |  | Georg Sigismund, III barone di Lamberg |  |  |                                 |  |
|                                          |                                      | Johanna von der Leiter                      | Hans Warmund, barone von der Leytter zu Behrn |  |  |       |  |  |                                        |  |  |                                 |  |
|                                          |                                      | Johanna von der Leiter                      | Hans Warmund, barone von der Leytter zu Behrn |  |  |       |  |  |                                        |  |  |                                 |  |
|                                          |                                      | Johanna von der Leiter                      | Elisabeth von Thurn                           |  |  |       |  |  |                                        |  |  |                                 |  |
| Franz Joseph, II principe di Lamberg     |                                      | Johanna von der Leiter                      |                                               |  |  |       |  |  |                                        |  |  |                                 |  |
|                                          |                                      | Georg, conte von Wrbna und Freudenthal      | Hynek, signore von Wrbna und Freudenthal      |  |  |       |  |  |                                        |  |  |                                 |  |
|                                          |                                      | Georg, conte von Wrbna und Freudenthal      | Hynek, signore von Wrbna und Freudenthal      |  |  |       |  |  |                                        |  |  |                                 |  |
|                                          |                                      | Georg, conte von Wrbna und Freudenthal      | Rebecca von Wrbna und Freudenthal             |  |  |       |  |  |                                        |  |  |                                 |  |
| Judith Rebecca von Wrbna und Freudenthal |                                      | Georg, conte von Wrbna und Freudenthal      |                                               |  |  |       |  |  |                                        |  |  |                                 |  |
|                                          |                                      | Helena Bruntálsky z Vrbna                   | Albrecht Bruntálsky z Vrbna                   |  |  |       |  |  |                                        |  |  |                                 |  |
|                                          |                                      | Helena Bruntálsky z Vrbna                   | Albrecht Bruntálsky z Vrbna                   |  |  |       |  |  |                                        |  |  |                                 |  |
|                                          |                                      | Helena Bruntálsky z Vrbna                   | Johanna Sedlnitzky von Choltitz               |  |  |       |  |  |                                        |  |  |                                 |  |
| Joseph Dominick von Lamberg              |                                      | Helena Bruntálsky z Vrbna                   |                                               |  |  |       |  |  |                                        |  |  |                                 |  |
|                                          | Maximilian, conte di Trauttmansdorff | Johann Friedrich, barone di Trauttmansdorff |                                               |  |  |       |  |  |                                        |  |  |                                 |  |
|                                          | Maximilian, conte di Trauttmansdorff | Johann Friedrich, barone di Trauttmansdorff |                                               |  |  |       |  |  |                                        |  |  |                                 |  |
|                                          | Maximilian, conte di Trauttmansdorff | Eva von Trauttmansdorff                     |                                               |  |  |       |  |  |                                        |  |  |                                 |  |
| Adam Matthias, conte di Trauttmansdorff  | Maximilian, conte di Trauttmansdorff |                                             |                                               |  |  |       |  |  |                                        |  |  |                                 |  |
|                                          |                                      | Mária Zsófia Pálffy ab Erdöd                | Miklos II, conte Pálffy ab Erdöd              |  |  |       |  |  |                                        |  |  |                                 |  |
|                                          |                                      | Mária Zsófia Pálffy ab Erdöd                | Miklos II, conte Pálffy ab Erdöd              |  |  |       |  |  |                                        |  |  |                                 |  |
|                                          |                                      | Mária Zsófia Pálffy ab Erdöd                | Maria Magdalena Fugger                        |  |  |       |  |  |                                        |  |  |                                 |  |
| Anna Maria zu Trauttmansdorff            |                                      | Mária Zsófia Pálffy ab Erdöd                |                                               |  |  |       |  |  |                                        |  |  |                                 |  |
|                                          |                                      | Jaroslav Wolf, signore di Sternberka        | Adam II, signore di Sternberg                 |  |  |       |  |  |                                        |  |  |                                 |  |
|                                          |                                      | Jaroslav Wolf, signore di Sternberka        | Adam II, signore di Sternberg                 |  |  |       |  |  |                                        |  |  |                                 |  |
|                                          |                                      | Jaroslav Wolf, signore di Sternberka        | Eva Popel z Lobkowicz                         |  |  |       |  |  |                                        |  |  |                                 |  |
| Eva Johanna ze Sternberka                |                                      | Jaroslav Wolf, signore di Sternberka        |                                               |  |  |       |  |  |                                        |  |  |                                 |  |
|                                          |                                      | Maximiliane Veronika Sswihowsky z Risemberk | Friedrich Sswihowsky z Risemberk              |  |  |       |  |  |                                        |  |  |                                 |  |
|                                          |                                      | Maximiliane Veronika Sswihowsky z Risemberk | Friedrich Sswihowsky z Risemberk              |  |  |       |  |  |                                        |  |  |                                 |  |
|                                          |                                      | Maximiliane Veronika Sswihowsky z Risemberk | Johanna Sswihowsky z Sswihowa                 |  |  |       |  |  |                                        |  |  |                                 |  |
|                                          |                                      | Maximiliane Veronika Sswihowsky z Risemberk |                                               |  |  |       |  |  |                                        |  |  |                                 |  |